# Ladigesia roloffi
Ladigesia · Characidé nain orange
Genre
Espèce
Statut de conservation UICN

 CR B2ab(iii) : 
En danger critique
Ladigesia roloffi, le Characidé nain orange, unique représentant du genre Ladigesia, est une espèce de poissons d'eau douce de la famille des Alestiidae (ordre des Characiformes).

## Répartition
Ladigesia roloffi est endémique de la Sierra Leone et ne se rencontre que dans sa localité type dans la réserve de Kasewe (en). Ce poisson aurait été capturé dans l'un des petits cours d'eau du bassin de Gbangbaia, un petit ruisseau situé à l'ouest de la rivière Jong (en). Ce poisson a également été signalée dans la rivière Du, au Liberia, mais sa présence dans cette région doit être confirmée.

## Description
Ladigesia roloffi peut mesurer jusqu'à 31 mm, queue non comprise.
Cette espèce présente une coloration de fond argenté transparent à olivâtre le long de la ligne latérale, très légèrement orangé. La nageoire caudale en en forme de croissant et chacun des lobes est assez en pointes, bordées d’orange à orange vif. La nageoire dorsale est orange vif et surlignée de noir. La nageoire anale est orangée. Les nageoires pelviennes et pectorales sont translucides. L’œil est noir, l'opercule sanguine. La nageoire adipeuse est présente.[réf. nécessaire]

## Aquariophilie
Ladigesia roloffi étant une espèce en danger d'extinction dans son habitat naturel, il est important de la maintenir dans les meilleures conditions possibles (en aquarium et pisciculture), afin de la reproduire et de la diffuser de manière exemplaire.

### Maintenance en aquarium
Ce poisson est à maintenir en groupe d'au moins cinq ou six individus et de préférence en spécifique dans un volume d'une cinquantaine de litres. L'espèce aime pouvoir se cacher et se fondre dans la végétation dense (Microsorium, Taxiphyllum, Cryptocoryne). C'est une espèce de pleine eau qui vit à pH 6,0/7,0, dH 10 et à une température comprise entre 22 et 26 °C. Quelques plantes de surface (genre Ceratopteris) de manière à tamiser l'éclairage est conseiller pour plus de sensation de sécurité. Bien recouvrir l'aquarium car Ladigesia roloffi au moindre mouvement trop brusque saute dans tous les sens.

### Alimentation
Ladigesia roloffi est une espèce probablement micro-prédateur omnivore. Elle se nourrit de dépôts et particules biologiques "et végétales" en suspension dans la colonne d'eau ou qui recouvre son habitat. En aquarium, les toutes petites proies vivantes ou fraiches comme les daphnies ou les nauplies d'artémias sont conseillées. Varier avec des nourritures lyophilisées adaptées à leur gueule est accepté.

### Dimorphisme
Les rayons antérieurs de la nageoire anale sont légèrement allongés chez les mâles, tandis que les femelles gravides peuvent paraître un peu plus rondes.
Par leur petite taille, le dimorphisme chez cette espèce est principalement visible à l'âge adulte, plus aisément en période de reproduction. En aquarium, sur la maintenance d'un petit groupe, il sera aisé de remarquer les mâles dominants et reproducteurs par leurs colorations plus vives et soutenues, ainsi que par leurs comportements territoriaux. Le plus souvent, les mâles se disputent une place dans la colonne d'eau, plusieurs peuvent être visibles les uns à côté des autres. Les femelles nagent dans les intervalles, jusqu'au choix de l'un d'eux. 

### Comportement
Ladigesia roloffi est une espèce au comportement grégaire, c'est-à-dire vivant toujours en groupe de nombreux individus. L'espèce est très farouche, dû notamment à sa petite taille.

### Aquarium du palais de la Porte Dorée
L'Aquarium du palais de la Porte Dorée détient un joli groupe de Ladigesia roloffi (vidéo). Ils sont maintenus dans une petite cuve d'une centaine de litres en compagnie de quelques poissons de taille similaires et petites crevettes d'eau douce du genre Caridina. Ils sont aisément observables lors d'une promenade dans l'Aquarium.

### Galerie

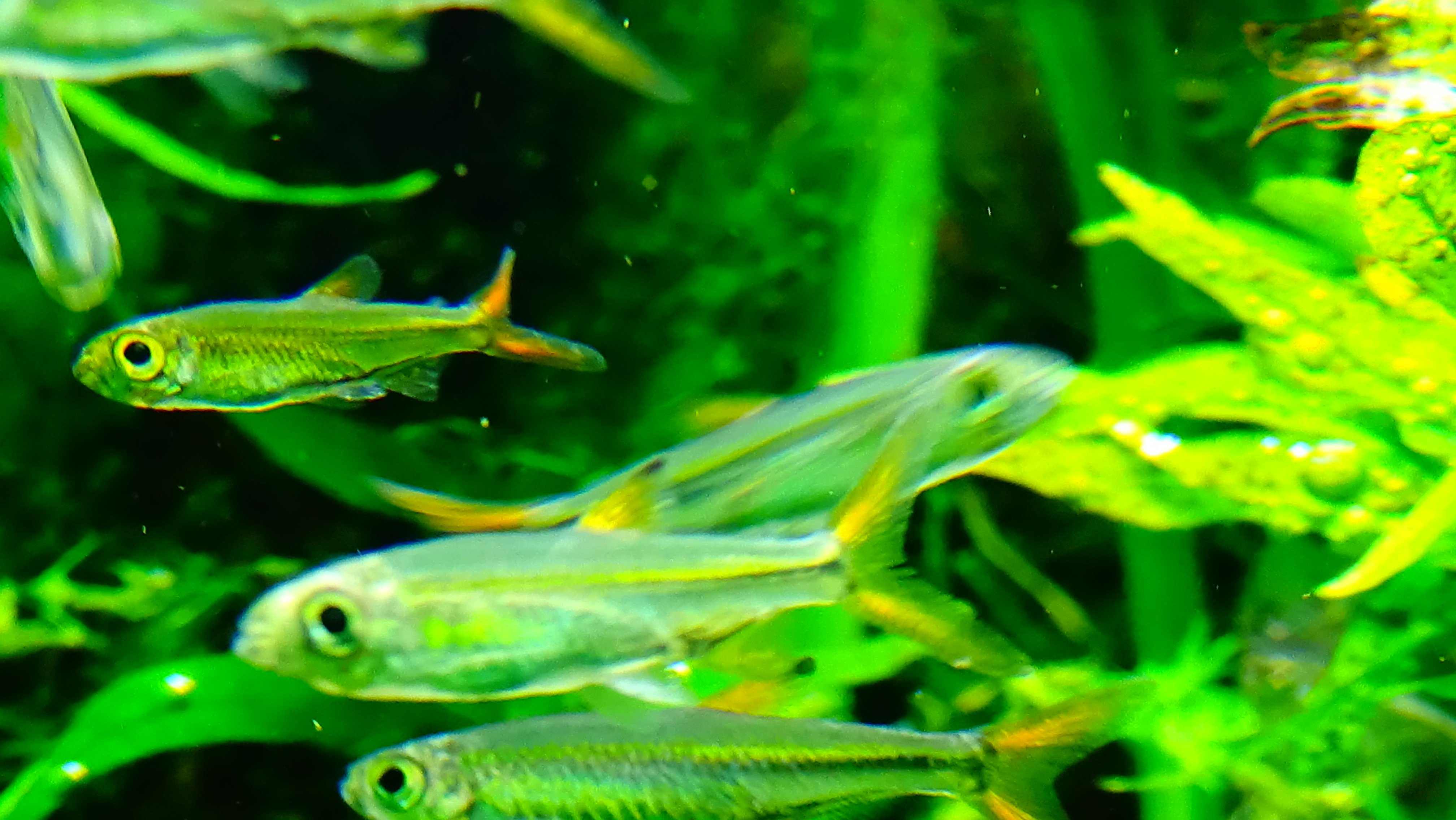
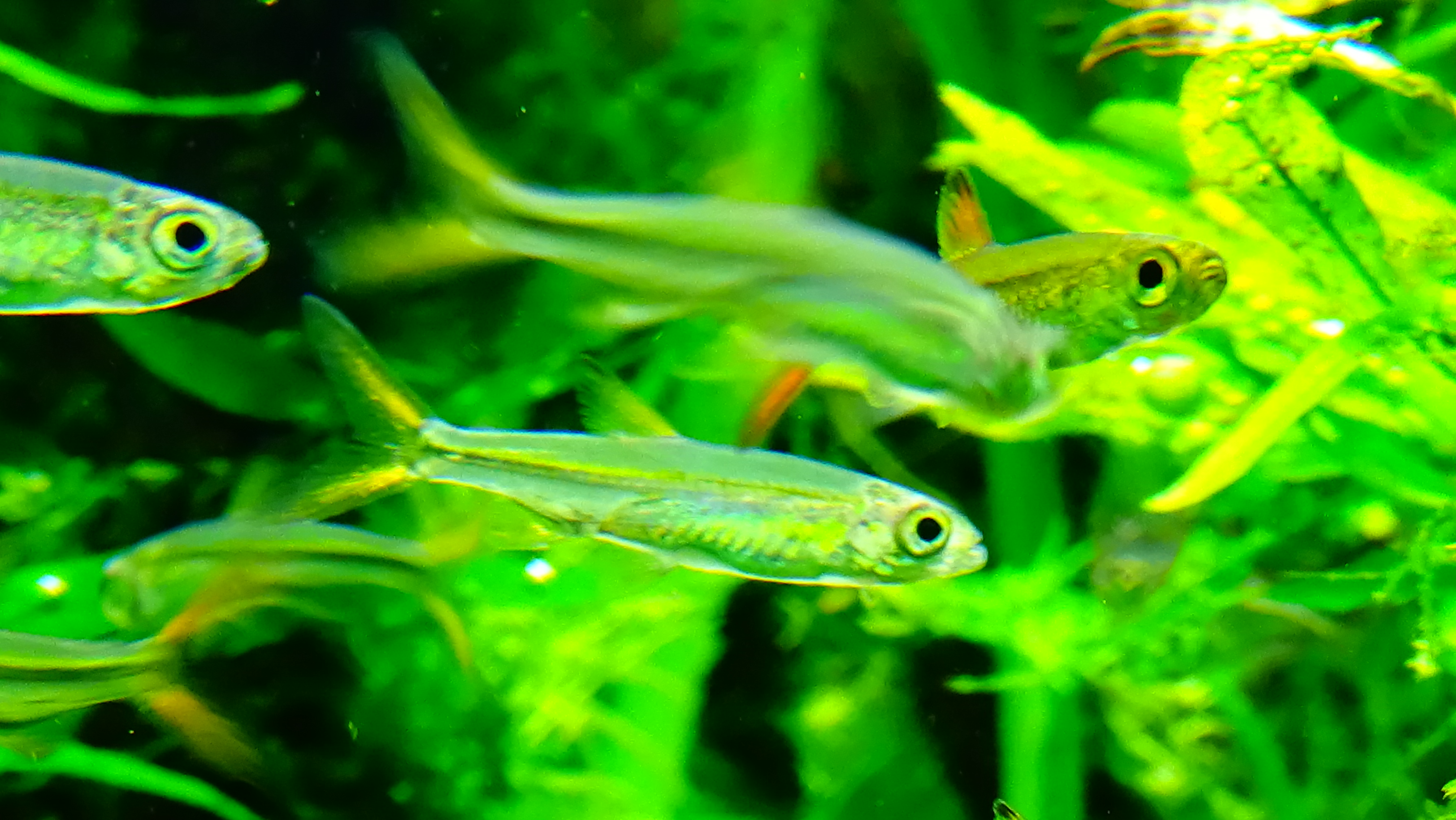
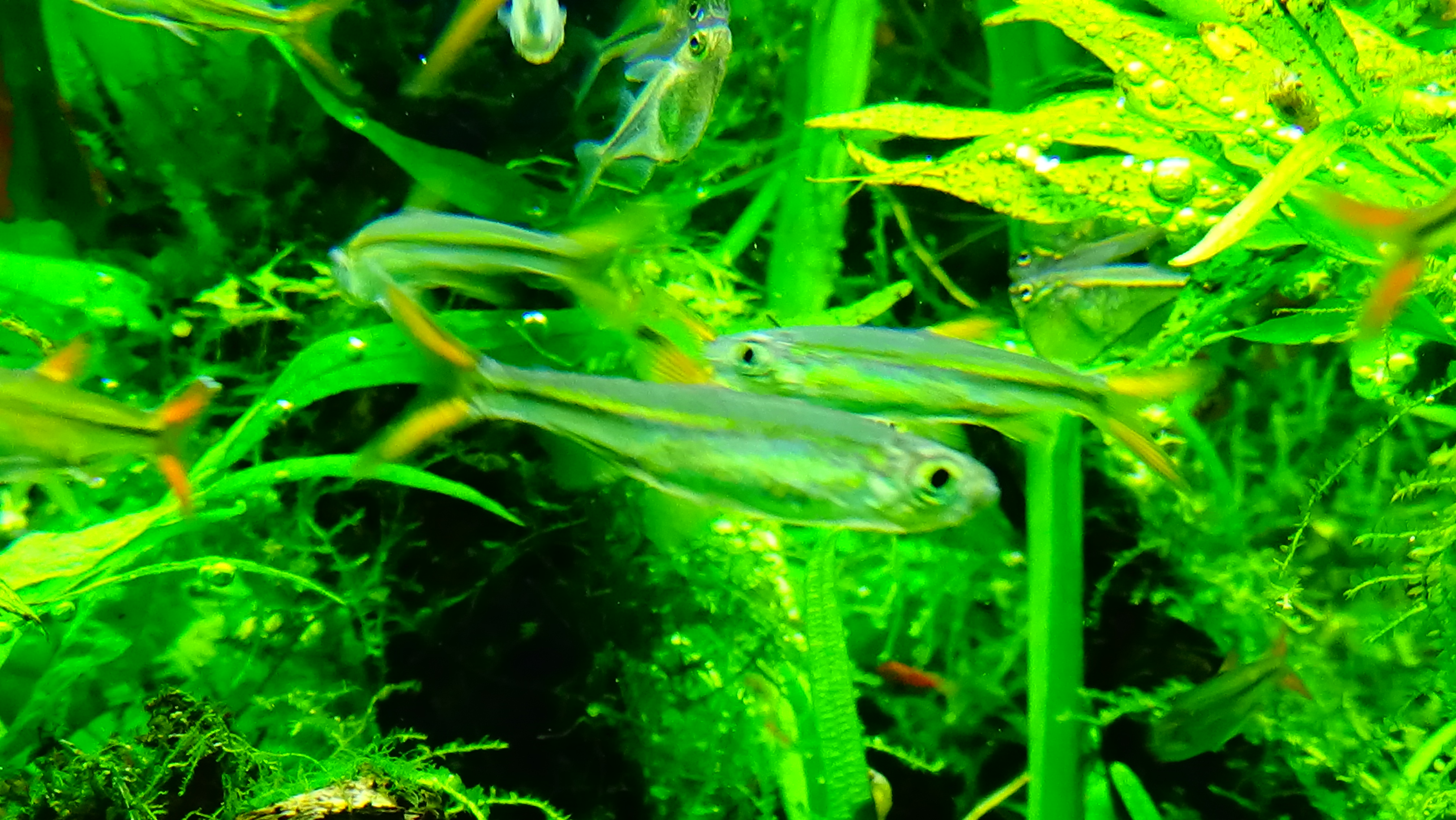
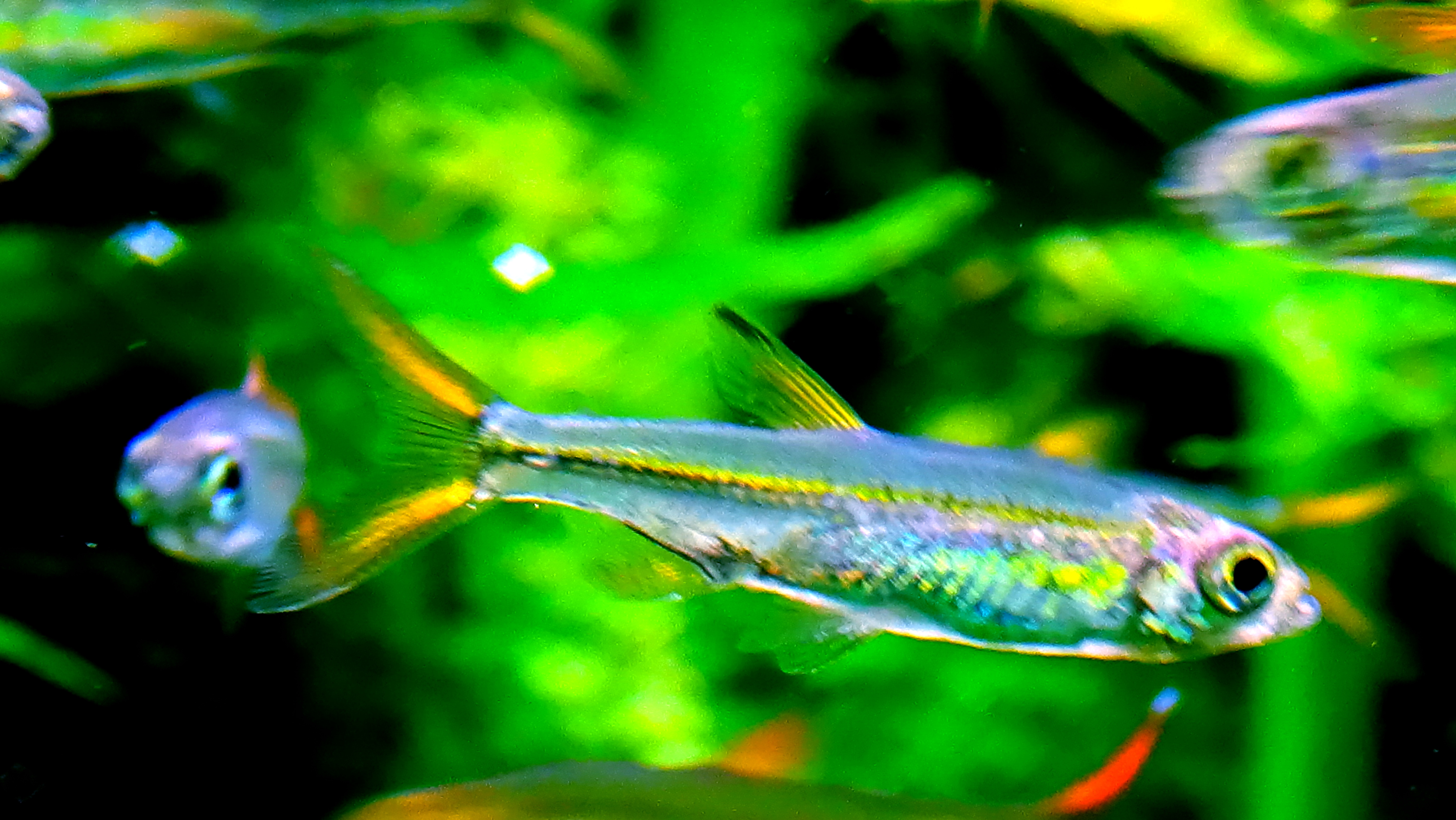
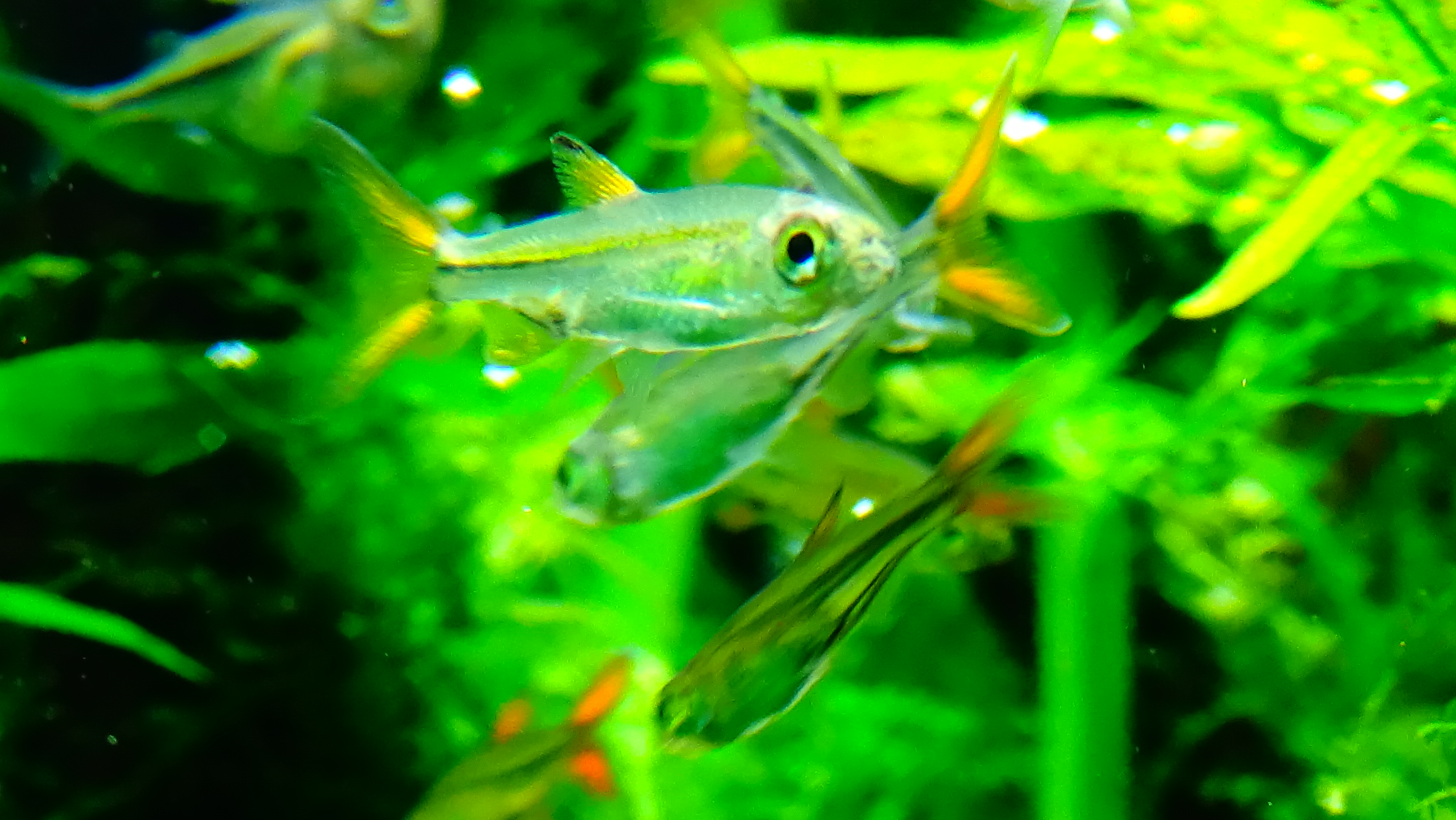

## Statut de conservation
L’UICN classe l'espèce Ladigesia roloffi « En danger d'extinction ». Sa zone d'occupation est estimée à 4 km2. Bien que cette espèce se rencontre dans une zone protégée (la réserve de Kasewe (en)) elle reste vulnérable en raison du changement climatique et de sa petite taille, mais également par l'agriculture et la déforestation qui dégradent son environnement.

## Dénominations
Ladigesia roloffi porte le nom vernaculaire de « Characidé nain orange » en français.
En anglais il est appelé Jelly Bean Tetra et Sierra Leone dwarf characin.

## Sympatrie
Quelques autres espèces de poissons sont connues au niveau de Kasewe, Epiplatys annulatus, Scriptaphyosemion chaytori, Pelvicachromis humilis, Mochokiella paynei et Notoglanidium thomasi

## Systématique
Le genre Ladigesia et l'espèce Ladigesia roloffi ont été décrits en 1968 par Jacques Géry.

### Étymologie
Le nom générique, Ladigesia, a été donné en l'honneur de l'ichtyologiste allemand Werner Ladiges (1910–1984) qui a aimablement transmis l'holotype.
Son épithète spécifique, roloffi, lui a été donnée en l'honneur de l'aquariophile et ichtyologiste allemand Roloff (d) (1903–1980), qui a collecté l'holotype.

### Publication originale
- (en) Jacques Géry, « Ladigesia roloffi, a new genus and species of African characoid fishes », Tropical Fish Hobbyist, États-Unis, vol. 16,‎ 8 avril 1968, p. 78-87 (ISSN 0041-3259).